# زبان ناوی
زبان ناوی (ناوی: Lìʼfya leNaʼvi) زبان فراساخته ناوی‌ها، بومیان انسان‌نما و خردمند ماه خیالی پاندورا در فیلم آواتار، است. این اثر توسط پل فرومر، دکترای زبانشناسی و استاد دانشگاه کالیفرنیای جنوبی ایجاد شده‌است. ناوی متناسب با تصور جیمز کامرون ساخته شده‌است تا توسط بازیگران واقعاً قابل یادگیری و تلفظ باشد، اما به هیچ‌یک از زبان‌های انسان‌ها شباهت زیادی نداشته باشد.